# Biserica Sfântul Sebald din Nürnberg
Biserica Sfântul Sebald este o biserica evanghelică-luterană din Nürnberg, Germania. Aceasta este cea mai veche biserică din oraș și una dintre cele două mari biserici medievale din Nürnberg, alături de Biserica Sfântul Laurențiu.

## Istorie
Construcția bisericii a început în stil romanic în anul 1225 și a fost finalizată în anul 1275. Ea a fost dedicată Sfântului Sebald din Nürnberg, un misionar din secolul al VIII-lea și protector al orașului, biserica fiind locul unde a fost depozitată racla cu moaștele sale.
În secolul al XIV-lea au început lucrările de reconstrucție în stil gotic: au fost extinse culoarele și înălțate turlele între 1309-1345, iar apoi corul și altarul, lucrările finalizându-se în anul 1379. A rezultat o mare biserică gotică, de tip hală, cu două turle. Inițial biserică romano-catolică, a devenit biserică evanghelică-luterană în urma Reformei din secolul al XVI-lea. A suferit daune majore în timpul Celui De-al Doilea Război Mondial (1939-1945), dar a fost restaurată.

## Galerie de imagini

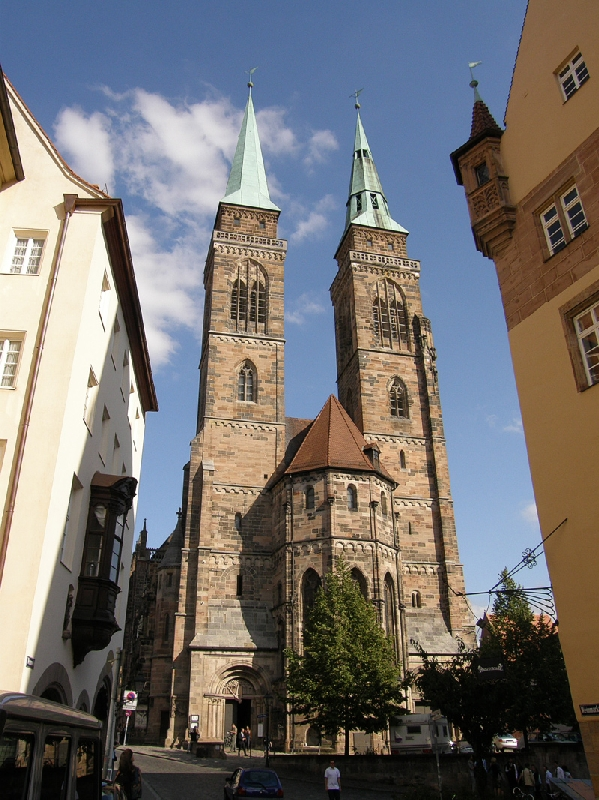
Fațada
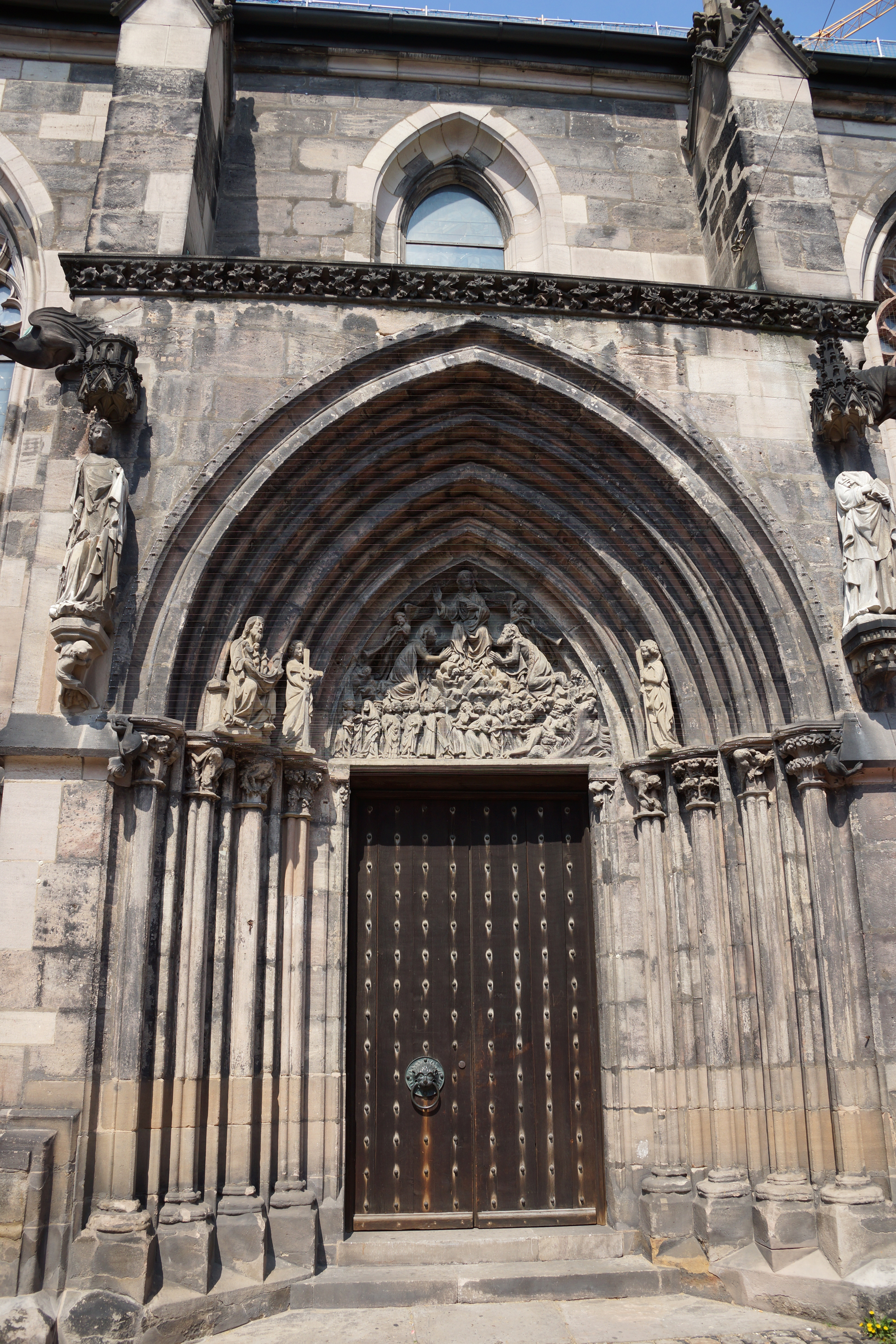
Intrarea
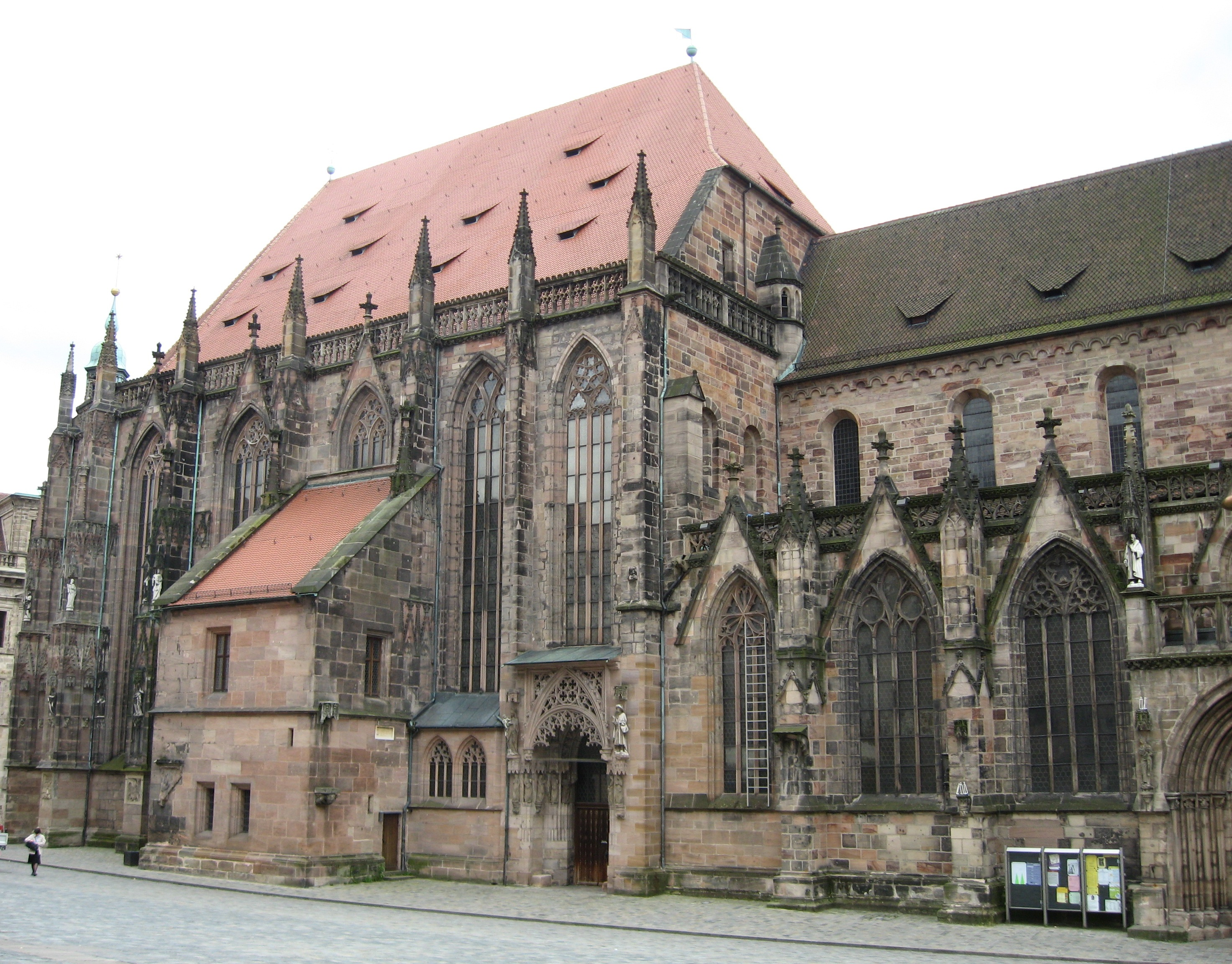
Corul
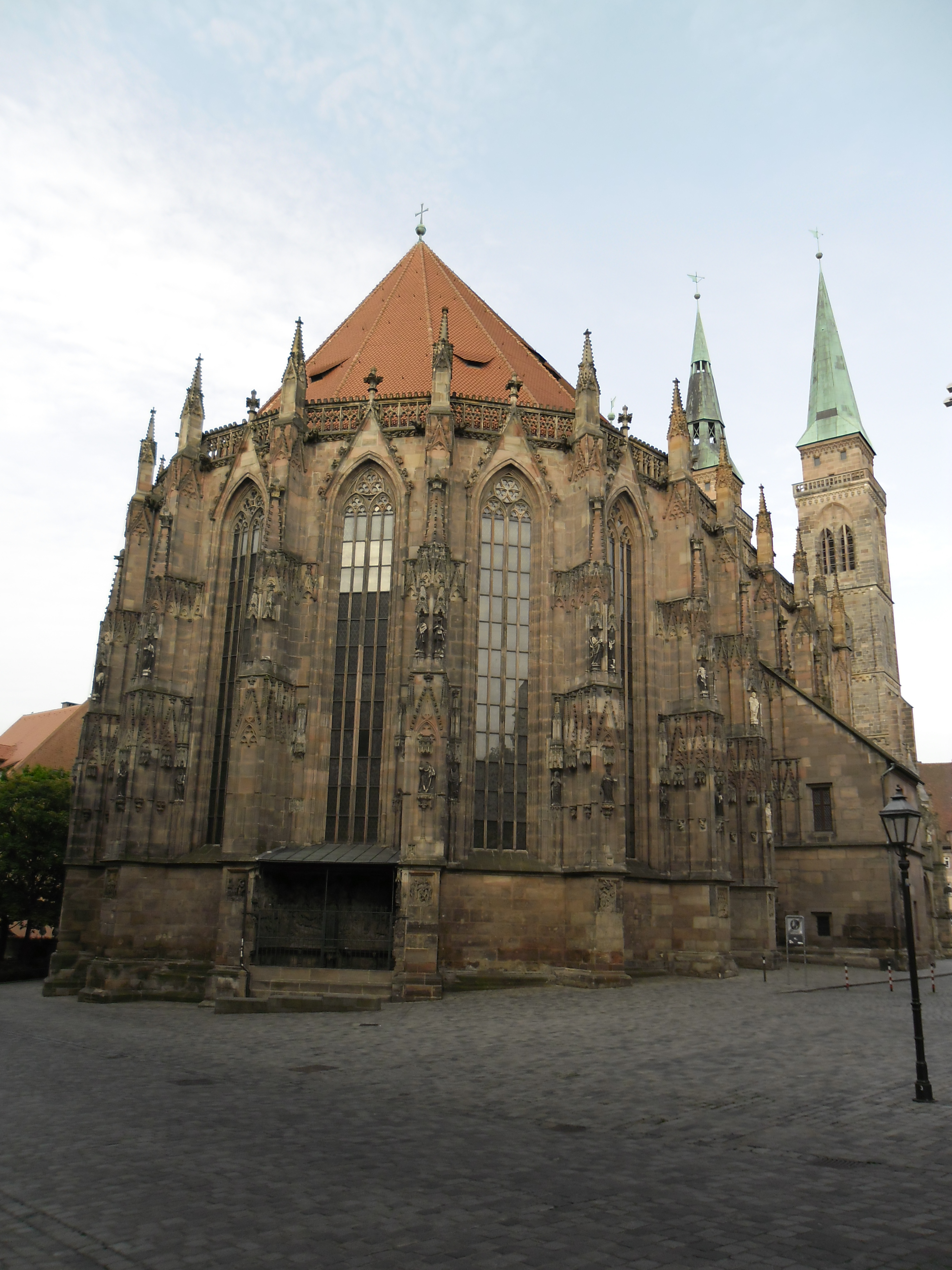
Absida
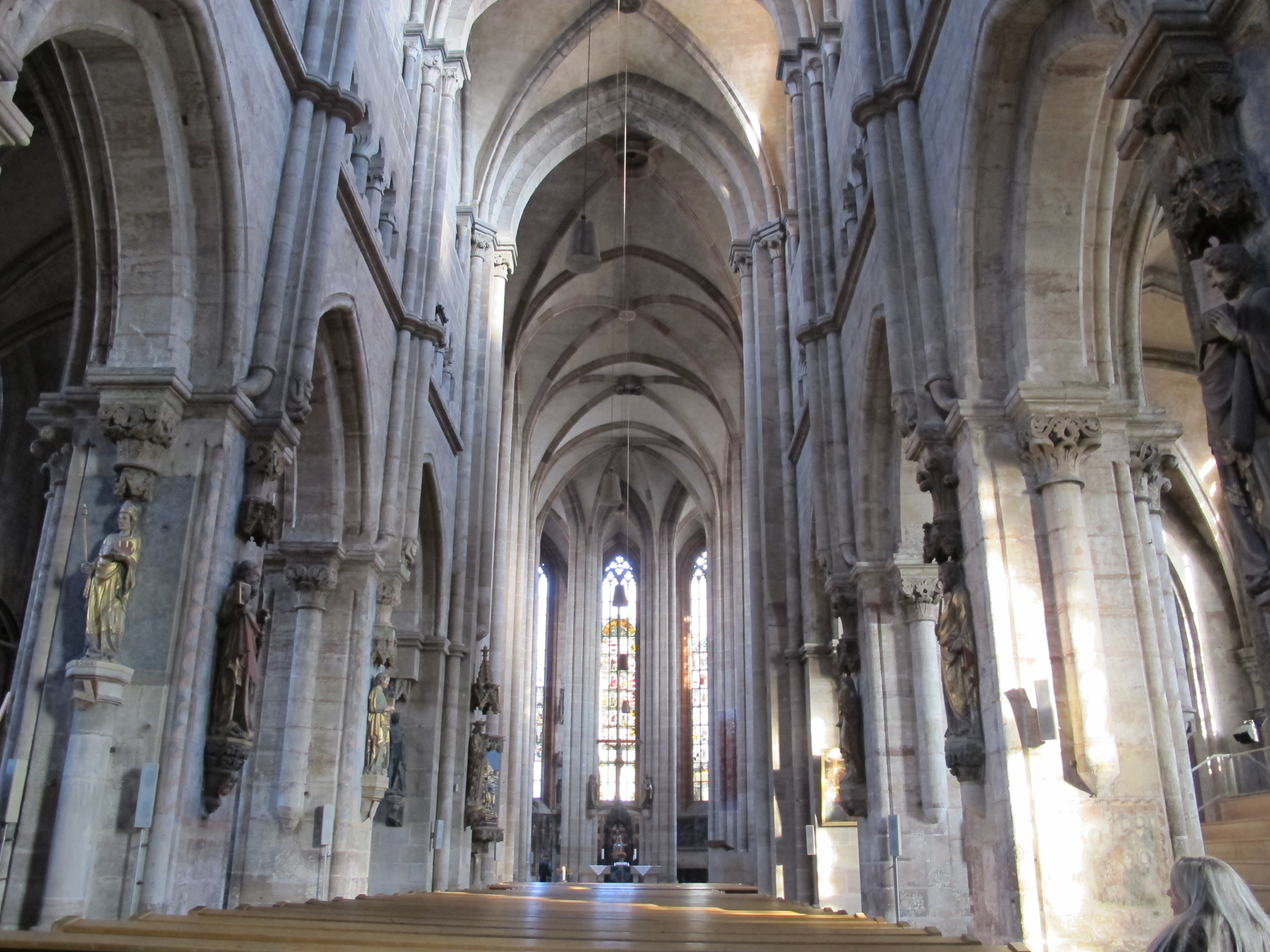
Interiorul
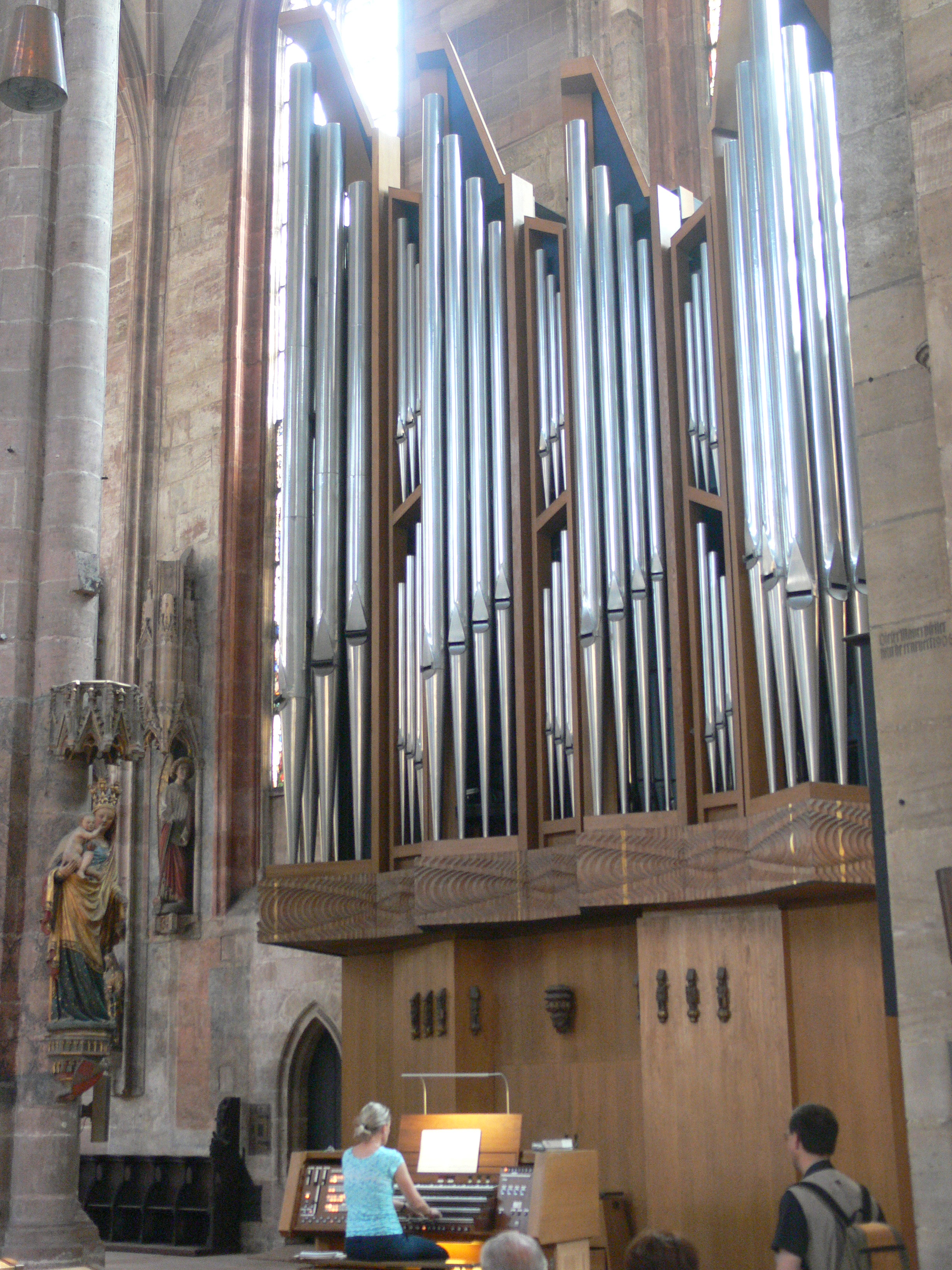
Orga